# Jaé
Jaé é um novo sistema de bilhetagem eletrônica do Rio de Janeiro criado com o objetivo de aumentar a transparência de todo o sistema municipal de transporte e facilitar o controle do número de passageiros e arrecadação. O Jaé entrou na fase de implantação, em 18 de julho de 2023, no BRT, e esta fase estava prevista para terminar em outubro. O pagamento com Jaé deve substituir o sistema RioCard em todos os modais do município, em princípio, até fevereiro de 2024.
O sistema entrou em operação plena no dia 02/08/2025, data em que o pagamento do BRT, VLT, ônibus municipais e vans legalizadas municipais começou a ser feito exclusivamente com o sistema. O Metrô também passou a aceitar pagamento com o Jaé.
O sistema é administrado por empresa terceirizada, mas o controle é exercido pela Prefeitura do Rio de Janeiro, mecânica que, segundo o prefeito Eduardo Paes, colocará um fim na "caixa-preta" do transporte público do município, em referência a anterior falta de transparência na gestão dos recursos oriundos do transporte público. Paes disse, ainda, que a "raposa não cuidará mais do galinheiro".
A migração entre dos sistemas usados pelo RioCard para o Jaé ocorrerá em três fases, com uma transição gradual que culminará no desuso dos cartões RioCard e a implementação completa do sistema atual nos modais da cidade.
Os cartões utilizados no Jaé serão emitidos pela empresa "Dock" e terão bandeira Visa, podendo ser utilizados como cartão de crédito em momento posterior à implantação do sistema. As máquinas para leitura dos cartões começaram a ser instaladas nas estações do BRT em 19 de julho de 2023.
No primeiro dia de operações do novo sistema, houve problemas com cadastro e terminais de autoatendimento sem funcionamento.